# Współmodalność
Współmodalność (czasem tłumaczona jako komodalność od ang. co-modality) – oznacza efektywne wykorzystywanie różnych środków transportu samodzielnie i w połączeniu z innymi, w celu doprowadzenia do optymalnego oraz zrównoważonego wykorzystania zasobów. Słowo optymalnego należy tu rozumieć zarówno w sensie ekonomicznym, finansowym, poziomu świadczonych usług, jak i ze względu na aspekty ochrony środowiska. Termin ten powstał na potrzeby określenia polityki Unii Europejskiej odnośnie do zrównoważonego rozwoju transportu. Polityka taka została określona w 2006 roku w przeglądzie średniookresowym białej księgi transportu [COM(2006) 314].
Zmiana polityki z poprzedniej promującej transport intermodalny/multimodalny wynikała głównie z faktu, iż stosowanie tego rodzaju transportu nie przynosiło w niektórych sytuacjach zamierzonego efektu w postaci większej efektywności wobec wykorzystywania samego transportu drogowego.
Wprowadzenie takiej zmiany spotkało się z przychylnością części środowisk (w tym IRU). Jednakże polityka ta spotkała się również z krytyką m.in. ze strony EIM, która zarzucała KE odejście od polityki zrównoważonego rozwoju poprzez udzielenie większego wsparcia na rzecz mniej ekologicznego transportu drogowego, kosztem bardziej ekologicznych, np. transportu kolejowego.

## Sieci transportu współmodalnego
Termin transport współmodalny określa działalność transportową realizowaną w myśl idei współmodalności. Infrastruktura takiego transportu powinna sprzyjać polityce współmodalności. Do rozwoju sieci transportu współmodalnego wymagane mogą być zmiany zarówno pod względem fizycznym (budowa obecnie istniejących sieci), jak również informacyjnym i na szczeblu zarządzania.
Zagadnienia związane z rozwojem transportu określonym w myśl polityki współmodalności są tematyką niektórych europejskich projektów badawczych, jak np. KOMODA.